# Judici Scopes

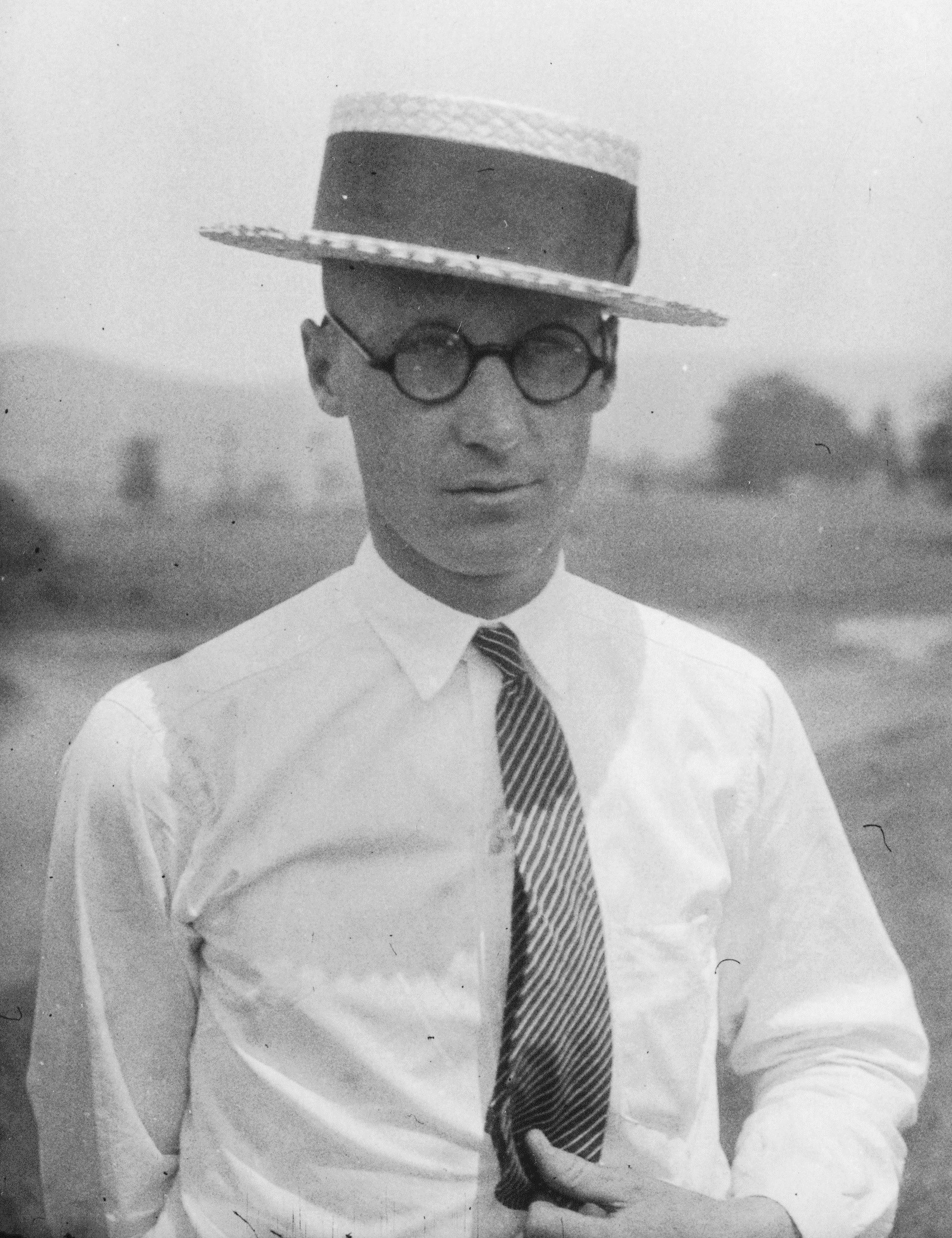
John Scopes en 1925.

El Judici Scopes (Scopes contra l'Estat, 152 Tenn. 424, 278 S.W. 57 (Tenn. 1925), sovint anomenat en anglès "Scopes Monkey Trial") va ser un sonat cas legal als Estats Units que va posar a prova el Butler Act, que establia que era il·legal en tot establiment educatiu de l'estat de Tennessee "l'ensenyament de qualsevol teoria que negui la història de la Divina Creació de l'home tal com es troba explicada en la Bíblia, i reemplaçar-la per l'ensenyament que l'home descendeix d'un ordre d'animals inferiors". El Judici del Mico com també se li coneix és el més sonat cas legal en la història de la batalla ideològica entre creacionisme i evolucionisme a compte de l'origen de les espècies, de Charles Darwin.
John Scopes, un professor d'escola secundària, va ser acusat el 5 de maig de 1925 d'ensenyar l'evolució utilitzant un capítol d'un llibre de textos que estava basat en idees inspirades en el llibre de Charles Darwin L'origen de les espècies. El judici va enfrontar dos dels advocats més brillants de l'època. D'una banda William Jennings Bryan, membre del congrés, exsecretari d'Estat, i tres vegades candidat presidencial va estar a càrrec de la fiscalia i acusació, mentre que el destacat advocat de litigacions Clarence Darrow va dirigir la defensa. Aquest judici famós va aconseguir àmplia difusió mitjançant l'obra de teatre Inherit the Wind de 1955 inspirada en el judici, la pel·lícula de 1960 i versions de pel·lícules per a la televisió de 1965, 1988 i 1999.

Científics testimoniant a favor de John Scopes

## Antecedents
La American Civil Liberties Union (ACLU) va indicar que defensaria a tota persona que fos acusada d'ensenyar la teoria de l'evolució desafiant la Butler Act. La Butler Act prohibia expressament a Tennessee "l'ensenyament de qualsevol teoria que negui la història de la Divina Creació de l'home tal com es troba explicada en la Bíblia, i reemplaçar-la per l'ensenyament que l'home descendeix d'un ordre d'animals inferiors".
George Rappleyea, que era propietari de diverses mines a la regió, va convèncer a un grup d'empresaris de Dayton, Tennessee, que llavors era un poble amb 1.756 habitants, que l'atenció pública que generaria tal judici aportaria publicitat per Dayton. Amb el suport d'ells, va convocar al seu amic John Scopes que tenia 24 anys, qui era l'entrenador de l'equip de football de l'escola secundària del Comtat de Clark i li va demanar que reemplacés al director Ferguson en una classe de ciències. Rappleyea li va demanar a Scopes que ensenyés la teoria de l'evolució.
Rappleyea va fer notar que mentre que la Butler Act prohibia l'ensenyament de la teoria de l'evolució, per la seva banda l'Estat exigia que els professors utilitzessin el llibre de text—Biologia Civica (1914) de George Hunter—que explícitament descrivia i adheria a la teoria de l'evolució, i que per tant se'ls estava demanant de fet als professors que cometessin un acte il·legal. En realitat Scopes no recordava si en efecte havia desenvolupat la secció sobre evolució en el llibre de Hunter, però els va dir, "Si vostès poden demostrar que jo he ensenyat evolució i que jo qualifico segons els criteris de la ACLU, llavors estic disposat a anar a judici."

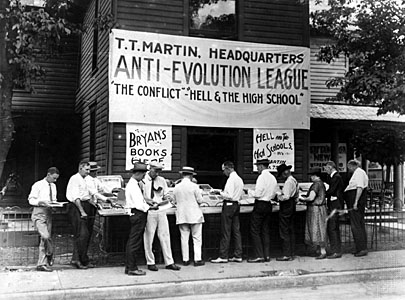
Inici del judici el 10 de juliol de 1925

Scopes es va anar transformant en un participant cada vegada més convençut, arribant a l'extrem d'incriminar-se i encoratjant als estudiants a atestar en contra seva. Va ser jutjat el 24 d'abril, després que tres estudiants atestessin en contra seva enfront del gran jurat, a instàncies de Scopes. D'acord amb Edward J. Larson, el jutge John T. Raulston va accelerar les deliberacions del gran jurat i "…pràcticament els va instruir al fet que declaressin culpable a Scopes, malgrat la pobra evidència en contra seva i l'abundància de dubtes sobre si l'acusat en efecte havia ensenyat l'evolució alguna vegada a la seva classe."
El procés va atreure una enorme atenció de la premsa –que va ser la que ho va batejar de seguida com a "judici del mico"– i de l'opinió pública nord-americana, máxime quan va acceptar defensar a l'acusat el famós advocat Clarence Darrow. Malgrat el seu brillant al·legat final, Scopes va ser condemnat pel Tribunal, només a una multa simbòlica i no a pena de presó com demanava el fiscal.
Scopes va ensenyar ciència tota la seva vida. Va morir en 1970 i va ser enterrat a Louisiana segons el ritu catòlic per voluntat de la seva esposa i dels seus dos fills.